# イェル・ファネンデルト
イェル・ファネンデルト（Jelle Vanendert、1985年2月19日 - ）は、ベルギー、リンブルフ州ネールペルト出身の自転車競技（ロードレース）選手。

## 来歴
2007年、ショコラード・ジャック - トップスポート・フラーンデレンとプロ契約。
2008年、フランセーズ・デ・ジューに移籍。
- ブエルタ・ア・エスパーニャ 総合101位。

2009年、サイレンス・ロットに移籍。
2011年
- フレッシュ・ワロンヌ 6位
- ツール・ド・フランス
  - 総合20位
  - 山岳賞部門3位
  - ピレネー山脈超えとなる第12ステージにおいて、サムエル・サンチェスに次いで区間2位。
  - 同じく第14ステージ、ゴール地点のプラトー・ド・ベユへ向かう上りで抜け出し区間優勝。
- クラシカ・サンセバスティアン 10位

2012年
- アムステルゴールドレース 2位
- フレッシュ・ワロンヌ 4位
- リエージュ〜バストーニュ〜リエージュ 10位

2018年
- フレッシュ・ワロンヌ　3位
- バロワーズ・ベルギー・ツアー　区間優勝（第4ステージ）